# Wilhelm Renner (Manager, 1890)
Wilhelm Renner (* 15. Januar 1890 in Mutterstadt; † 18. September 1952 in Stuttgart) war ein deutscher Ingenieur und Betriebsleiter und Vater von Hannelore Kohl.

## Leben
Renner wurde als ältester Sohn von Elisabeth geb. Schorr und Johannes Renner geboren. Sein Vater war Nebenerwerbslandwirt und Unternehmer für Landmaschinen.
Nach der Schule machte er eine Mechanikerlehre und legte 1908 an der Mannheimer Ingenieursschule die Prüfung zum Elektroingenieur ab. Nach einer kurzen Berufstätigkeit in der Pfalz, ging er nach Berlin und wurde 1910 Ingenieur bei der Julius Pintsch AG in Berlin. Aus dem Ersten Weltkrieg kehrte er als Feldwebel der Reserve zurück. Bis 1926 arbeitete er noch für die Julius Pintsch AG. Es folgte eine Tätigkeit als Abteilungsleiter beim Berliner Ingenieurbüro Koch und Kienzle. Koch war später ebenfalls bei der HASAG tätig.
Zum 1. April 1933 trat er der NSDAP bei (Mitgliedsnummer 1.773.279).
Ab dem 1. Januar 1934 wurde er für die in Leipzig ansässige HASAG tätig, ein bedeutendes Rüstungsunternehmen, das unter anderem die Panzerfaust entwickelte – zu deren Mitentwicklern neben Renner auch Edmund Heckler, der spätere Mitbegründer von Heckler & Koch, zählt. In den Werken der HASAG wurden mehrere zehntausende Zwangsarbeiter, Kriegsgefangene und KZ-Häftlinge eingesetzt. Im Leipziger Werk waren sie in großen Barackenlagern nahe dem Fabrikgelände untergebracht. Renner stieg bald zum Betriebsdirektor und Direktor für Soziales auf. Er war ein enger Vertrauter von Generaldirektor Paul Budin. Renner wurde zum Wehrwirtschaftsführer ernannt und war zudem Sturmführer des Nationalsozialistischen Kraftfahrkorps (NSKK), Mitglied des Nationalsozialistischen Fliegerkorps (NSFK) und hatte jenen der SA ähnelnde Dienstgrade.
Nach dem Zweiten Weltkrieg übersiedelte er in seine Geburtsstadt Mutterstadt in der Pfalz. Eine Entnazifizierung fand nicht statt. Laut Anne Friebel von der Gedenkstätte für Zwangsarbeit Leipzig gab es in der DDR „Bestrebungen, Wilhelm Renner anzuklagen. Aber die BRD hat ihn nicht ausgeliefert. Es gab auch diese Spannungen im Kalten Krieg, man hat sich da nicht gegenseitig unterstützt, d. h. der konnte dort relativ in Ruhe leben und musste nichts befürchten.“
Nach einer Betätigung als Hilfsarbeiter wurde er 1950 Direktor der in Leipzig gegründeten und nach dem Krieg in Ulm ansässigen Herrenwäschefabrik Mey & Edlich. Im Jahr darauf zog er nach Leinfelden bei Stuttgart.
Renner starb 1952 an den Folgen eines Herzinfarktes. Er war seit 1929 mit Irene Merling aus Berlin verheiratet, aus der Ehe ging die Tochter Hannelore, die spätere Frau des Bundeskanzlers Helmut Kohl, hervor. Die Unternehmer Walter Kohl und Peter Kohl sind seine Enkel.